# Novi Pazar
Novi Pazar je grad na rijeci Raškoj (pritok Ibra) u jugozapadnoj Srbiji i središte istoimene opštine u Raškom okrugu. Turci su ga osnovali u 15. stoljeću. U 16. i 17. stoljeću bio je najveće trgovačko naselje na putu iz Dubrovnika u Smederevski sandžak. U novije se vrijeme moderno izgrađuje. Razvijena je tekstilna, drvna i kožna industrija; obradba mramora i ukrasnog kamena; industrijska proizvodnja sagova. Nedaleko od Novog Pazara podignuta je velika hidrocentrala. Dio Rimskog Carstva, Turskog Carstva, Austro-Ugarske, Jugoslavije, Srbije i Crne Gore i konačno - Srbije. Danas je glavno središte bošnjačkog naroda u Srbiji.

## Slavni ljudi
- Muamer Hukić, boksač
- Abdulah Gegić, nogometni trener;
- Rasim Ljajić, političar;
- Bajro Župić, bivši nogometaš;
- Emina Jahović, pjevačica;
- Hilmija Ćatović, akademski slikar;
- Ejup Ganić, akademik, profesor i bivši političar;
- Laza Ristovski, glazbenik;
- Ervin Ćatović, slikar, sveučilišni profesor;
- Hamza Zatrić, odbojkaš;
- Šaban Šarenkapić, književnik;
- Adem Ljajić, nogometaš

## Šport
Od 1995. održava se Tradicionalni ramazanski turnir u malom fudbalu.

## Vanjske poveznice
- www.novipazar.com
- www.novipazar.org